# Rappler
Rappler (junção das palavras "rap" e "ripple") é um sítio de notícias online filipino com sede em Pasig, Manila, fundado pela ganhadora do Prêmio Nobel da Paz Maria Ressa junto com um grupo de outros jornalistas filipinos. Tudo começou agosto de 2011 como uma página do Facebook chamada MovePH em e posteriormente evoluiu para um site completo em 1 de janeiro de 2012.
Em 2018, agências do governo filipino iniciaram procedimentos legais contra a Rappler. Rappler e sua equipe alegaram que estava sendo alvo de revelações de corrupção por parte do governo e funcionários eleitos, o uso de bots e trolls favorecendo o governo de Rodrigo Duterte, e documentando a guerra às drogas nas Filipinas.

## História
Com a ideia de jornalistas profissionais usando mídias sociais e crowd sourcing para distribuição de notícias, Rappler foi iniciado em 2011 pela jornalista filipina Maria Ressa junto com seu empresário e amigos jornalistas. As discussões para a criação do jornal online começaram em 2010, quando Maria Ressa estava escrevendo seu segundo livro, From Bin Laden to Facebook . Outras pessoas importantes envolvidas em sua conceituação e criação foram o ex- chefe do Newsbreak e editor-gerente do canal de notícias ABS-CBN Glenda Gloria, jornalista e professor da Universidade Ateneo De Manila Chay Hofileña, ex- TV Patrola produtora executiva Lilibeth Frondoso, o pioneiro da Internet nas Filipinas Nix Nolledo , o empresário da Internet Manuel I. Ayala e o ex- executivo da Nation Broadcasting Corporation, Raymund Miranda.
O Rappler foi publicado pela primeira vez como um site de versão beta em 1 de janeiro de 2012, no mesmo dia em que o Philippine Daily Inquirer publicou um artigo do Rappler que revelou a história do (então) presidente da Suprema Corte das Filipinas, Renato Corona, que recebeu um doutorado da Universidade de Santo Tomas sem uma dissertação obrigatória. O site foi lançado oficialmente em seu evento #MoveManila na Far Eastern University em Manila em 12 de janeiro de 2012.

### Cobertura de campanhas de notícias falsas nas Filipinas
Em 2016, o Rappler passou a criticar o governo filipino liderado por Rodrigo Duterte, que acabava de assumir o cargo e iniciou uma polêmica guerra às drogas. Duterte então passou a perceber uma tendência de notícias falsas relacionadas a ele em veículos de comunicação estaduais e entidade privadas sendo divulgadas  no Facebook.
Em 11 de janeiro de 2018, a Securities and Exchange Commission (SEC) revogou a licença do Rappler para operar como uma entidade de "mídia de massa", por supostamente violar as Restrições de Capital Estrangeiro da Constituição na mídia de massa por ser de propriedade integralmente estrangeira. O Rappler então procurou uma petição para revisão do Tribunal de Apelações em 28 de janeiro, o que foi rejeitado em 26 de julho de 2018, sem ter sido encontrado nenhum abuso grave de discrição por parte da SEC. Muitas organizações e comitês jornalísticos consideraram o ato uma intimidação e tentativa de silenciar a oposição e controlar a liberdade de imprensa.
Em 26 de outubro de 2017, o Rappler tornou-se membro da International Fact-Checking Network (IFCN) do Poynter Institute. Isso levou o Facebook a escolher Rappler e Vera Files em abril de 2018 para serem seus parceiros filipinos em seu programa mundial de verificação de fatos, em parte por causa de sua participação no IFCN. De acordo com o programa, as notícias falsas aparecerão em níveis mais baixos nos feeds de notícias dos usuários e menores as chances de as pessoas verem essas histórias.  O programa, de acordo com um executivo do Facebook, "é uma das maneiras que esperamos de melhor identificar e reduzir o alcance de notícias falsas que as pessoas compartilham em nossa plataforma." Um porta-voz do governo filipino apoiou o programa de verificação de fatos, mas protestou contra a parceria do Facebook com o Rappler.

## Características notáveis

### Recurso medidor de humor
Medidor de humor do Rappler exibindo o feedback dos leitores de um artigo "Mood Meter" é um widget da web embutido em cada um dos blogs e artigos do Rappler. Ele aparece como bolhas coloridas mostrando a maneira como as pessoas reagem às histórias do Rappler. Leitores são solicitados a escolher sua resposta a partir de oito reações emocionais diferentes. As dez histórias que receberam mais reações no período das últimas 48 horas apareceriam no Mood Navigator. O Rappler Mood Meter, que é semelhante ao Facebook Reactions,  ganhou a Medalha de Bronze por Experiência de Marca no Boomerang Awards de 2012, patrocinado pela Internet Media Marketing Association das Filipinas (IMMAP).

### Plataforma do farol
Em 2020, o Rappler lançou sua nova plataforma de entrega de conteúdo e envolvimento da comunidade com vários recursos, como conformidade com WCAG 2.0 AA, moderação de conteúdo por meio de tópicos, blogs ao vivo e assinaturas premium. O Rappler também permite o uso privado de sua nova plataforma de software por outras organizações.

## Questões legais
Muitos processos judiciais foram movidos por várias agências governamentais contra o Rappler desde 2017, mas esses casos são considerados coletivamente pelo The Guardian e pelos Repórteres Sem Fronteiras como "assédio judicial".  Entre estes casos, estão os de alegadas irregularidades de propriedade e evasão fiscal. Tanto Ressa quanto Chel Diokno, um advogado de direitos humanos que também representa o Rappler, conecta uma declaração feita pelo presidente Duterte a respeito da propriedade do Rappler durante seu discurso sobre o Estado da Nação de 2017 à enxurrada de ações legais do Executivo contra o jornal  Se todos os casos movidos contra Ressa relacionados à sua gestão do Rappler até 18 de junho de 2020 resultassem em veredictos de culpa após o recurso final e as sentenças fossem executadas consecutivamente, ela enfrentaria cerca de 100 anos de prisão.

### Revogação do certificado de constituição
Em 11 de janeiro de 2018, a Comissão de Valores Mobiliários das Filipinas (SEC) revogou o certificado de incorporação da Rappler sobre o uso de Receitas de Depósito das Filipinas (PDRs) pela Rappler. Ele disse que as disposições do PDR emitido para Omidyar Network pela Rappler deram à empresa de investimento americana o controle sobre os outros detentores de PDR das empresas de mídia locais, bem como suas políticas corporativas, o que a SEC diz ser uma violação das disposições da Constituição sobre propriedade estrangeira e controle. Rappler afirmou que era 100% propriedade de filipinos e que Omidyar só investe na empresa de mídia. Apesar da revogação do certificado, a SEC afirmou que a Rappler ainda poderia operar, uma vez que sua decisão não era final, apontando que a empresa de mídia também poderia contestar a decisão perante o Tribunal de Recursos dentro de 15 dias. Palácio Malacañang também sugeriu que os autores do Rappler ainda podem continuar a publicar em seu site como blogueiros. Em 28 de fevereiro, a Omidyar Network doou seus PDRs Rappler aos editores e executivos da Rappler.
Rappler alegou que a revogação do certificado do Rappler foi um atentado à liberdade de imprensa. O Sindicato Nacional de Jornalistas das Filipinas (NUJP), a Associação de Correspondentes Estrangeiros das Filipinas (FOCAP) e o Instituto Filipino de Imprensa (PPI) disseram que a decisão da SEC faz parte de um padrão de restrição de críticas. O National Press Club das Filipinas, por outro lado, apoiou a decisão da SEC. Outros grupos, como o Centro para Jornalismo Investigativo das Filipinas e o Centro para Liberdade e Responsabilidade da Mídia, também expressaram preocupações sobre a revogação e a liberdade de imprensa no país em geral.
Membros do Senado e da Câmara dos Representantes das Filipinas, principalmente da oposição,  emitiram declarações de preocupação, descrevendo a revogação da licença do Rappler pela SEC como "uma perda para vozes dissidentes e liberdade de expressão",  "puro assédio" e "direto da cartilha do ditador",  e uma "afronta à liberdade de imprensa".  Um grupo de defesa da lei chamado "CenterLaw" disse que a medida era inconstitucional, já que a SEC negou o devido processo ao Rappler. Também disse que a ação da SEC era "equivalente à restrição prévia" de "um conhecido crítico da guerra às drogas do governo".
O governo filipino emitiu um comunicado negando tal afirmação, apontando que o presidente Rodrigo Duterte poderia ter usado as forças armadas para implementar o fechamento do Rappler, como feito por vários governos estrangeiros, mas não recorreu a tais medidas.  O assessor jurídico do presidente defendeu a SEC, dizendo que a função da SEC era simplesmente punir os violadores da lei.
Em 8 de março de 2018, o Bureau of Internal Revenue (BIR) entrou com ações criminais e de evasão fiscal contra a Rappler Holdings Corp. perante o Departamento de Justiça (DoJ) por supostamente evasão de $ 133 milhões em impostos.  A petição do Rappler para revisão em relação à decisão da SEC foi posteriormente rejeitada pelo Tribunal de Apelações em 26 de julho de 2018, não encontrando nenhum abuso grave de discrição por parte da SEC.

### Cyberlibel
O Escritório Nacional de Investigação das Filipinas intimou Ressa e um ex-repórter do Rappler em 18 de janeiro de 2018, em conexão com uma queixa online por difamação apresentada pelo empresário privado Wilfredo Keng. A reclamação era por um artigo de 2012 que relatava que o então presidente da Suprema Corte das Filipinas, Renato Corona, estava usando um veículo de luxo de propriedade de Keng. O relatório também afirmou que Keng estava envolvido no tráfico de pessoas.
Em 8 de março de 2018, o National Bureau of Investigation apresentou ao Departamento de Justiça (DoJ) uma queixa de difamação cibernética contra Rappler e seus oficiais (Maria Ressa, o ex-repórter do Rappler Reynaldo Santos, Jr. que escreveu a história, e os diretores e oficiais Manuel Ayala, Nico Jose Nolledo, Glenda Gloria, James Bitanga, Felicia Atienza, Dan Albert de Padua e Jose Maria G. Hofilena) em conexão com uma notícia artigo publicado em 2012 em que citando a denúncia afirma que “Ao contrário dos materiais publicados impressos, as declarações difamatórias online, como as contidas no artigo difamatório escrito e publicado pelos sujeitos, [são] indubitavelmente consideradas como um crime contínuo até e a menos que o calunioso o artigo é realmente removido ou retirado do ar. Caso contrário, o mesmo é uma violação contínua da Seção 4 (c) (4) da Lei de Prevenção de Crimes Cibernéticos de 2012 ”.
Ressa foi presa em 13 de fevereiro de 2019 e passou uma noite na prisão antes de conseguir pagar a fiança.  A prisão foi criticada por grupos de oposição e jornalistas, considerando a prisão como sendo politicamente motivada.  O julgamento começou em 23 de julho de 2019. Ressa e Reynaldo Santos, Jr. foram condenados por cyberlibel pelo Tribunal Regional de Julgamento de Manila (RTC) Branch 46 em 15 de junho de 2020, e sentenciados a um máximo de seis anos de prisão, além de ser condenado a pagar multas de $ 400.000 cada. Os defensores dos direitos humanos e da liberdade de mídia caracterizaram a decisão do tribunal como um golpe contra a liberdade de imprensa e a democracia.
Após o veredicto, Keng processou Ressa novamente por uma contagem diferente de cyberlibel,  desta vez por causa de um tweet que ela escreveu em 15 de fevereiro de 2019, que continha uma captura de tela do artigo do Philippine Star de 2002 discutido no artigo § Santos Jr. . Keng afirmou que, ao republicar o artigo, "[Ressa] comunicou criminosamente as imputações maliciosas contra mim não apenas para seus 350.000 seguidores no Twitter, mas para qualquer pessoa que tenha acesso à internet."  Keng posteriormente retirou a reclamação de cyberlibel após supostamente perder o interesse no caso.

### Casos fiscais
Em 3 de dezembro de 2018, um mandado de prisão contra a fundadora do Rappler, Maria Ressa, foi enviado à delegacia de polícia de Pasig, por supostas omissões nos registros de IVA (imposto sobre valor agregado) da Rappler, em conexão com People of the Philippines v. Rappler Holdings Corp. e Maria Ressa (R-PSG-18-02983-CR). No entanto, sua acusação neste caso foi suspensa quando ela entrou com uma moção para anular a informação, e ela não foi presa em conexão com este mandado, pois pagou fiança no valor de $ 60.000 no mesmo dia. Em janeiro de 2020, o caso continua suspenso, já que o PasigO RTC ainda não se pronunciou sobre a moção.
Em 29 de março de 2019, Ressa foi presa novamente ao chegar ao Aeroporto Internacional Ninoy Aquino de uma viagem ao exterior. O mandado de prisão foi emitido pelo Pasig RTC Branch 265 contra Ressa em conexão com outro caso que ela e membros da diretoria da Rappler em 2016 estão enfrentando, desta vez por supostas violações da Lei Antidummy (CA No. 108). Ressa pagou fiança no valor de $ 100.000 no mesmo dia.

## Estrutura de propriedade
Em 2017, a Rappler é propriedade principalmente da Rappler Holdings Corporation, que por sua vez é propriedade do Dolphin Fire Group (31,21%), Maria Ressa (23,77%), Hatchd Group (17,86%), Benjamin So (17,86%) e 9,3 por cento das ações minoritárias.
A Rappler originalmente sacou fundos por meio da emissão de Receitas de Depósito das Filipinas (PDR), o que permitiu que as empresas estrangeiras Omidyar Network e North Base Media investissem na Rappler.
| Quantidade | Data de emissão      | Edição        |
| ---------- | -------------------- | ------------- |
| 264.601    | 29 de maio de 2015   | NBM Rappler * |
| 11.764.117 | 29 de julho de 2015  | NBM Rappler * |
| 7.217.257  | 2 de outubro de 2015 | Rede Omidyar  |

Em 28 de fevereiro de 2018, a Omidyar Network doou seus PDRs Rappler aos editores e executivos da Rappler.
Rappler (e VERA Files) também é financiado pelo National Endowment for Democracy, uma organização criada pelo Congresso dos Estados Unidos , bem como financiado pelo Congresso dos EUA e pela Casa Branca.

## Controvérsias e críticas
- O Rappler gerou polêmica e foi criticado por internautas filipinos pelo tom de sua manchete sobre a morte de Eli Soriano
- O Rappler já foi acusado de plágio em vários casos, um dele em 2013, quando o jornalista da rádio DZIQ Erwin Aguilon o acusou de plagiar sua foto e o Rappler posteriormente se desculpou.

## Sumário
- Este artigo foi inicialmente traduzido, total ou parcialmente, do artigo da Wikipédia em inglês cujo título é «Rappler».